# Јауза (притока Москве)
Јауза (рус. Яуза) је река у Московској области, лева притока реке Москве (највећа у главном граду). Дугачка је 48 km. Ушће Јаузе налази се у центру Москве, поред Великог Устинског моста.